# Kevin Vågenes
Kevin Vågenes (* 3. November 1986) ist ein norwegischer Comedian, Schauspieler und Drehbuchautor.

## Leben
Vågenes stammt aus dem westnorwegischen Meland. Nach der weiterführenden Schule besuchte er ein Jahr lang die Volkshochschule in Stavern. Anschließend studierte Vågenes Theater in Stockholm und an der University of Southern California in Los Angeles. Nach dem Ende seiner Studienzeit kehrte er nach Norwegen zurück, wo er mit der Produktionsfirma von Espen Eckbo zusammenzuarbeiten begann. Im Jahr 2011 spielte er in der 24-teiligen Weihnachtsserie Nissene over skog og hei mit. Von 2011 bis 2015 gehörte Vågenes zum Cast der bei TV 2 ausgestrahlten Comedyshow Kollektivet. Ende 2013 moderierte er bei TV 2 eine Staffel von The Voice. Beim norwegischen Comedypreis Komiprisen wurde er im Jahr 2015 für die Serie Mellom bakkar og berg als Newcomer des Jahres ausgezeichnet.
Der größere Durchbruch gelang ihm mit der von ihm mitkonzipierten und bei NRK ausgestrahlten Comedy-Serie Parterapi. In der Serie wurden zahlreiche fiktive Paare, teils basierend auf Prominenten, in einer Paartherapie-Sitzung dargestellt, wobei Vågenes bei jedem Paar eine der beiden Rolle übernahm. Die Show entwickelte sich zu einem größeren Erfolg und sowohl Vågenes als auch die Serie erhielten in der Folge mehrere Auszeichnungen. Die Online-Zeitung Nettavisen kürte Vågenes im Jahr 2018 aufgrund der Serie zum „Namen des Jahres“. Im Januar 2019 gewann er beim Comedypreis Humorprisen den Preis in der Kategorie für Fernseh-Comedians. Im März 2019 erhielt er den Revue-Preis Leif Justers ærespris. Nach vier Staffeln endete die Serie Parterapi im Herbst 2020. Neben seiner Tätigkeit in Norwegen lebte er eine Zeit lang in Los Angeles, um in US-amerikanischen Produktionen mitzuwirken. Unter anderem spielte er in einer Episode der amerikanischen Serie Swedish Dicks mit.
Im Herbst 2020 ging er mit dem Comedy-Programm Singel i parterapi erstmals mit einer Soloshow auf Tournee. Im Jahr 2023 wurde bei NRK die Serie Hva skjedde med Solveig? ausgestrahlt. In der True-Crime-Parodie übernahm Vågenes 17 verschiedene Rollen, wofür er beim Fernsehpreis Gullruten im Jahr 2024 in der Kategorie „Bester Schauspieler, Humor“ nominiert wurde. Im Jahr 2023 gewann er die vierte Staffel der Musikshow Maskorama.

## Stil
Vågenes gibt die beiden Schauspieler und Comedians Robert Stoltenberg und Espen Eckbo als Vorbilder an. In vielen seiner Produktion spielt er mehrere Rollen, die jeweils verschiedene norwegische Dialekte sprechen. Für seine Arbeit wurde er im Jahr 2019 mit dem Sprachpreis Språkgledeprisen ausgezeichnet.

## Auszeichnungen
Gullruten
- 2019: Nominierung in der Kategorie „Publikumspreis“
- 2019: Nominierung in der Kategorie „Bester Schauspieler“[18]
- 2019: Nominierung in der Kategorie „Bestes Drehbuch“ (mit Martin Zimmer, für Parterapi)[19]
- 2024: Nominierung in der Kategorie „Bester Schauspieler, Humor“ (für Hva skjedde med Solveig?)[20]

Sonstige
- 2019: Humorprisen, „Lustigste Person des Jahres im TV“
- 2019: Leif Justers ærespris
- 2019: Språkgledeprisen

## Filmografie (Auswahl)
- 2011: Nissene over skog og hei (Fernsehserie, 24 Folgen)
- 2011–2015: Kollektivet (Fernsehserie)
- 2012: Tina & Bettina: The Movie
- 2015: Suksesskolen (Fernsehserie)
- 2017–2019: Christmas on Blood Mountain (Fernsehserie, 43 Folgen)
- 2017–2019: Parterapi (Fernsehserie, 35 Folgen)
- 2018: Swedish Dicks (Fernsehserie, 1 Folge)
- 2020: Familien Lykke (Fernsehserie)
- 2021: Nissene i bingen (Fernsehserie, 5 Folgen)
- 2023: Hva skjedde med Solveig (Fernsehserie, 8 Folgen)